# John Rushworth

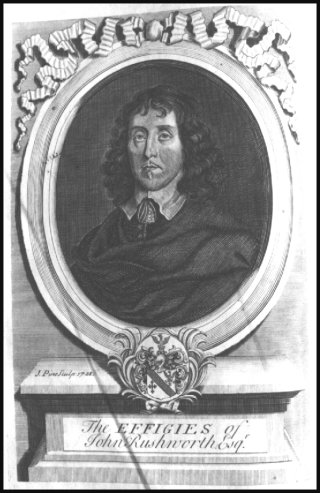
John Rushworth.

John Rushworth, född omkring 1612, död den 12 maj 1690, var en engelsk historisk samlare.
Rushworth började som ung jurist anlägga historiska samlingar, bland annat av stenografiska anteckningar från politiska rättegångar, blev 1640 biträdande sekreterare i underhuset, användes under inbördeskriget ofta som parlamentskurir och var 1644–1647 censor över politiska småskrifter samt 1645–1650 sekreterare åt parlamentsgeneralen sir Thomas Fairfax. Åren 1657–1660 var han parlamentsledamot, så även 1679 och 1681 (då han tillhörde whigpartiet). Sina sex sista levnadsår tillbragte han i fängelse för skuld. Rushworth hade bland annat stenograferat förhandlingarna under rättegångarna mot Strafford (utgivna 1680 under titeln Trial of the earl of Strafford) och Karl I. Hans Historical collections utkom i 8 band 1659–1701; de innehåller historiskt material av mycket växlande värde.